# District d'Akdepe
Le district d'Akdepe (turkmène : Akdepe etraby, Акдепе этрабы) est un district du Turkménistan situé dans la province de Daşoguz. 
Le centre administratif du district est la ville d'Akdepe.